# Forsaken (Stargate SG-1)
Forsaken (Abandonados) es el décimo octavo episodio de la sexta temporada de la serie de televisión de ciencia ficción Stargate SG-1, y el episodio N.º 128 de toda la serie.

## Trama
Mientras SG-1 está en otro planeta por propósitos científicos, O'Neill encuentra una foto. Mientras tanto, Jonas informa haber encontrado una nave alienígena estrellada que no puede identificar. Cuando el resto va a inspeccionar, se topan con 3 personas que se identifican como Hebridans y afirman ser los dueños de la nave. Después de contarles cómo se estrellaron, el equipo acepta ayudarlos.
Sin embargo, en ese momento son atacados por dos seres extraterrestres. Durante el tiroteo uno de los seres es muerto y la mujer Hebridan es herida. El otro atacante es forzado a huir, cuando un de los Hebridans activa un fuerte sonido. El SG-1 pronto es informado de que estos seres mataron al resto de la tripulación de la nave. 
Después de informar a Hammond de la situación, envía como apoyo al SG-15. La mujer, llamada Reynord, es llevada por Jonas a la enfermería del SGC donde él le habla más sobre el "Stargate", ya que ella y sus compañeros no sabían lo que era. Mientras Carter ayuda a reparar la nave, O'Neill y Teal'c persiguen al otro alienígena. 
En el SGC, Jonas investiga sobre el nombre de la nave, "Seberus", cuando Hammond lo alerta que alguien intentó infiltrarse en la computadora. En el planeta, O'Neill y Teal'c encuentran el campamento de los atacantes, mientras Carter es capaz de arreglar varios sistemas de la nave. 
En la Tierra, Jonas le cuenta Reynord que halló la dirección de su mundo. Ella entonces lo besa, pero él debe irse debido a una repentina llamada de Hammond.
Más adelante, mientras está reparando la nave, Carter descubre una grabación de emergencia, donde el Sebrus es llamado una nave de transporte de prisioneros. Ella luego confronta a Aden, el capitán Hebridan, sobre esto. Mientras él intenta convencerla que los seres agresores son los prisioneros, en el bosque, O'Neill y Teal'c atrapan al alienígena, quien dice llamarse Warrick y ser el verdadero capitán del Seberus. Les revela que hace 3 años, transportaban a 3 criminales cuando sufrieron un accidente y se estrellaron. Los prisioneros lograron apoderarse de la nave, y desde entonces los ha combatido, perdiendo a toda su tripulación en el proceso.
O'Neill entonces le muestra la foto que encontró antes y Warrick identifica a la mujer como su esposa. También les explica que su raza, los Serrakins, hace tiempo liberaron de los Goa'uld a los Hebridans.
Poco después, Carter intenta contactar con el resto del SG-1, cuando el otro prisionero la aturde. En tanto, Jonas y Reynord vuelven al planeta. Al llegar a la nave, Jonas también es aturdido. Cuando O'Neill, Teal'c y Warrick llegan allí, Carter se encuentra amarrada afuera. Sin embargo es solo un señuelo. Los 3 presos se dirigen al Portal donde usan a Jonas como rehén, pero el SG-1 los alcanza. No obstante, Jonas los convence de dejarlos ir. Reynard marca la dirección del mundo Hebridan que le robo en secreto a Jonas, y los 4 atraviesan la Puerta. Sin embargo, los prófugos llegan al SGC, donde son arrestados; resulta que Jonas les tendió una trampa.
Al final, la nave Seberus es reparada y dando las gracias a O'Neill por confiar en él, Warrick se marcha.

## Artistas invitados
- Martin Cummins como Aden Corso.
- David Paetkau como Liam Pender.
- Sarah Deakins como Tanis Reynard.
- Dion Johnstone como Warrick.
- Trevor Jones como el segundo Alien.
- Bruce Dawson como Tripulante del Seberus.
- Rob Lee como el Mayor Pierce, líder del SG-15.[3]